# Bücs Zsolt
Bücs Zsolt (Mátészalka, 1963. szeptember 8. –) válogatott labdarúgó, középpályás, edző.

## Pályafutása

### A válogatottban
1990-ben két alkalommal szerepelt a válogatottban.

### Edzőként
2007–2010-ig a Debreceni VSC pályaedzője volt, amely szerepelt a Bajnokok Ligája főtábláján is. 2012 márciusában egy hétig az Újpest alkalmazásában állt, majd a Soproni VSE pályaedzője lett. Soós Imre 2012. októberi menesztése után a csapat vezetőedzőjévé nevezték ki.
2013 őszén a megye I-es Csomád csapatát vette át.
2022 januárjától az SC Sopron trénere lett.

## Sikerei, díjai
- Magyar bajnokság
  - 5.: 1988–89

## Statisztika

### Klubcsapatban
|           | Csapat      | Mérkőzés | Perc  | Gól | Sárga | Piros |
| 1996/1997 | PMFC        | 5        | 386   | 0   | 1     | 0     |
| 1990/1991 | Volán SC    | 14       | 821   | 0   | 2     | 0     |
| 1990/1991 | Vasas       | 13       | 1066  | 3   | 1     | 1     |
| 1989/1990 | Győr        | 27       | 2006  | 2   | 2     | 0     |
| 1988/1989 | Győr        | 24       | 1343  | 3   | 0     | 0     |
| 1987/1988 | Debrecen    | 26       | 2040  | 3   | 2     | 0     |
| 1986/1987 | Debrecen    | 28       | 2391  | 9   | 3     | 0     |
| 1985/1986 | Debrecen    | 15       | 1226  | 3   | 0     | 0     |
| 1984/1985 | Debrecen    | 12       | 655   | 1   | 1     | 0     |
| 1983/1984 | Nyíregyháza | 23       | 1796  | 5   | 2     | 0     |
|           | összesen    | 187      | 13730 | 29  | 14    | 1     |

### Mérkőzései a válogatottban
| Magyarország | Magyarország         | Magyarország                  | Magyarország | Magyarország | Magyarország | Magyarország | Magyarország | Magyarország |
| #            | Dátum                | Helyszín                      | Hazai        | Eredmény     | Vendég       | Kiírás       | Gólok        | Esemény      |
| ------------ | -------------------- | ----------------------------- | ------------ | ------------ | ------------ | ------------ | ------------ | ------------ |
| 1.           | 1990. szeptember 5.  | Budapest, Megyeri úti Stadion | Magyarország | 4 – 1        | Törökország  | barátságos   | -            | 80'          |
| 2.           | 1990. szeptember 12. | London, Wembley Stadion       | Anglia       | 1 – 0        | Magyarország | barátságos   | -            | 69'          |
|              | Összesen             |                               |              | 2            | mérkőzés     |              | 0            | gól          |